# Pierre Dan
Pierre Dan, dit le père Dan, né vers 1580 et mort le 8 octobre 1649, est un religieux et chroniqueur historique français.

## Biographie
Pierre Dan naît vers 1580. Bachelier en théologie, il est simultanément religieux dans le couvent des Mathurins au château de Fontainebleau, au moins depuis 1624, et ministre de la maison de l'Honneur-Dieu à Villeneuve-aux-Ânes (actuelle commune de Brou-sur-Chantereine). Cette dernière maison est pourtant supprimée mais la dignité préservée, une coutume chez les Trinitaires, qui permet le droit de vote au chapitre général et la perception de revenus.
Dan effectue également une rédemption dans un « voyage en Barbarie », de mars 1633 à mai 1635 ; entre temps, il est nommé ministre de Fontainebleau à partir du 22 décembre 1634, nomination qu'il apprend à son retour en France. En 1642, il fait paraître Le Trésor des merveilles de la maison royale de Fontainebleau chez Sébastien Cramoisy, à Paris. Ainsi, il est l'auteur de la première monographie complète d'un château en France, un ouvrage qui décrit l'architecture et l'histoire de celui de Fontainebleau et devient une source incontournable.
Il décède le 8 octobre 1649 et est inhumé en l'église Saint-Louis de cette localité (alors un bourg). Sa pierre tombale a depuis disparu avec dessus l'inscription funéraire qui fait son éloge,.

## Œuvres
- 1637 : Histoire de Barbarie et de ses corsaires[5]
- 1642 : Le Trésor des merveilles de la maison royale de Fontainebleau[6]

## Éponymie
- À Fontainebleau, une voie est dénommée rue Pierre-Dan. Anciennement rue du Colonel-Mondain, elle est renommée ainsi en 1927, sous l'impulsion d'Eugène Plouchart[7],[8].